# Olympische Sommerspiele 1996/Teilnehmer (Irak)
| Gelbes Symbol für Goldmedaillen mit stilisierten Olympischen Ringen | Graues Symbol für Silbermedaillen mit stilisierten Olympischen Ringen | Braundes Symbol für Bronzemedaillen mit stilisierten Olympischen Ringen |
| ------------------------------------------------------------------- | --------------------------------------------------------------------- | ----------------------------------------------------------------------- |
| —                                                                   | —                                                                     | —                                                                       |

Der Irak nahm bei den Olympischen Sommerspielen 1996 in Atlanta zum neunten Mal an Olympischen Sommerspielen teil. Die Mannschaft bestand aus drei Sportlern, die alle männlich waren. Sie traten in drei Wettbewerben in drei Sportarten teil. Der jüngste Teilnehmer war der Gewichtheber Raed Ahmed mit 29 Jahren und 54 Tagen, der älteste war der Schütze Hassan Hassan mit 33 Jahren und 134 Tagen. Während der Eröffnungsfeier am 19. Juli 1996 trug Ahmed die Flagge des Irak in das Olympiastadion.

## Teilnehmer
| Name          | Alter | Geschlecht | Sportart       | Resultat(e)                              |
| ------------- | ----- | ---------- | -------------- | ---------------------------------------- |
| Raed Ahmed    | 29    | männlich   | Gewichtheben   | Platz 23 im Schwergewicht I              |
| Hassan Hassan | 33    | männlich   | Schießsport    | Platz 44 mit der Luftpistole             |
| Hussain Jasim | 29    | männlich   | Leichtathletik | Platz 41 in der Dreisprung-Qualifikation |